# Чернозелье
 Чернозелье  — опустевшая деревня в Новоторъяльском районе Республики Марий Эл. Входит в состав Масканурского сельского поселения.

## География
Находится в северо-восточной части республики Марий Эл на расстоянии приблизительно 14 км по прямой на северо-восток от районного центра посёлка Новый Торъял.

## История
Образована была деревня в начале XVIII века. В 1744 году в починке Чернозелье Яранского уезда Вятской губернии проживали 5 семей, 45 человек. В 1795 году насчитывалось 21 хозяйство. В 1834 году здесь было 28 хозяйств, 328 жителей. В 1884 году имелось 25 дворов, 124 жителя. В 1925 года в деревне проживали 186 человек, все русские, в 1970 году проживал уже 101 человек. В 1988 году осталось 32 человека, в том числе 14 трудоспособных. В 2002 году оставались 5 дворов. В советское время работали колхозы «Памяти Кирова», имени Ворошилова, «Совет», «Толмань», позднее КПД «Заречный».

## Население
Население составляло 5 человек (русские 100 %) в 2002 году, 0 в 2010.